# برج دیوخانه رودبارک
برج دیوخانه رودبارک مربوط به دوران‌های تاریخی پس از اسلام است که در روستای رودبارک در شهرستان مهدی‌شهر در استان سمنان، واقع شده است. این اثر در تاریخ ۹ اردیبهشت ۱۳۸۲ با شمارهٔ ثبت ۸۶۱۸ به‌عنوان یکی از آثار ملی ایران به ثبت رسیده است.